# Louis-Simon Auger
Pour les articles homonymes, voir Auger.
Louis-Simon Auger, né le 28 décembre 1772 à Paris où il est mort le 2 janvier 1829, est un journaliste, critique littéraire et dramaturge français.
Censeur royal, académicien puis secrétaire perpétuel, son activité littéraire a surtout consisté à éditer les classiques et à rédiger des notices, dont certaines n’ont pas échappé à la moquerie.

## Biographie
- Si vous ne connaissez pas le sujet, laissez ce bandeau (vous pouvez alors contacter les auteurs).
- Si vous supprimez le contenu mis en cause (vous pouvez préalablement contacter les auteurs),

argumentez précisément cette suppression dans la page de discussion
(un manque de référence n'est pas un argument ; une recherche réelle de référence doit avoir été effectuée, être formellement documentée).
Concerné, en 1793, à l’âge de vingt et un ans, par la première réquisition, Auger entra dans l’administration des vivres de l’armée. De là, il passa au ministère de l'Intérieur, où il fut employé jusqu’en 1812, date à laquelle, pour se livrer plus assidûment aux lettres qu’il avait toujours cultivées, il démissionna de sa place, sans renoncer aux emplois pouvant se concilier avec les travaux du cabinet. Lors de la formation de l’université impériale, il fut adjoint à la commission chargée de l’examen et de la composition des livres classiques.
Nommé censeur royal au retour des Bourbons, en 1814, il perdit cette place pendant les Cent-Jours, pour la retrouver à la Seconde Restauration, et reçut en outre une pension de Louis XVIII au mois de février 1816. Bientôt après, l’ordonnance du 21 mars 1816 ayant réorganisé l’Institut de France en Académie française, il se mit sur les rangs pour l’un des deux fauteuils que cette ordonnance laissait vacante et fut élu, avec Laplace, le 12 avril suivant, en remplacement de Lucien Bonaparte, proscrit. Cette circonstance, d’où il résulta qu’il n’eut pas à prononcer de discours de réception, puisqu’il n’avait pas de prédécesseur, a souvent donné lieu de le confondre avec les académiciens nommés par l’ordonnance du 21 mars : au surplus, après cette réorganisation, contresignée par le ministre de l’Intérieur de l’époque, qui avait servi de prétexte pour éliminer un grand nombre d’académiciens qui s’étaient compromis pendant les Cent-Jours, afin de les remplacer par d'autres, plus favorables au régime nouvellement réinstallé par la Septième Coalition, personne ne douta dans le temps que ces deux premiers choix de l’Académie française n’aient résulté des mêmes considérations qui avaient dicté l’ordonnance. Il en résulta contre lui des préventions qui ne devaient être dissipées qu’après sa mort.
Auger ne tarda cependant pas, par son assiduité et par son aptitude, à remplir ses fonctions académiques et à obtenir une grande influence parmi les quarante. Il est à croire que, durant l’époque de sa vie où il était employé au ministère de l'Intérieur, il avait puisé dans l’habitude des travaux bureaucratiques cet esprit d’ordre et de suite, et cette aptitude aux affaires qui l’ont si bien servi dans la carrière académique. Devenu membre de la commission du Dictionnaire, avec 6 000 francs d’appointements, il fut, en 1820, au nombre des membres de la commission de censure établie par la loi qui suspendait la liberté de la presse, et supprimée en 1822 par une nouvelle loi. Enfin, lors de la démission inattendue de Raynouard, en 1826, Auger fut nommé secrétaire perpétuel de l’Académie française. Toutes ces faveurs, auxquelles vint se joindre la croix de chevalier de la Légion d’honneur, ne pouvaient manquer de susciter l’envie, et de lui attirer de vives attaques. Les académiciens éliminés par l’ordonnance du 21 mars 1816 devaient surtout être très montés contre lui. La Minerve, La Pandore, les Lettres normandes et maintes biographies critiques firent pleuvoir sur lui nombre de railleries auxquelles il ne se s’est pas fait, faute de répondre avec âpreté dans d’autres journaux.
Dans sa jeunesse, quelques bluettes vite oubliées ont marqué son début littéraire. Il avait composé, seul ou en société, une ou deux petites comédies et quelques vaudevilles, entre autres, la Foire de Senlis avec Mabire, Arlequin odalisque, comédie-parade en un acte et en prose, mêlée de vaudevilles jouée à Paris au théâtre des Troubadours en 1800, La Mothe-Houdart avec Piis, Le Tonnerre avec Boutillier. En 1804, il intégra la rédaction de La Décade philosophique, où ses articles, signés d’un « O », se faisaient remarquer par une critique franche, incisive, spirituelle. En 1808, il obtint de collaborer au Journal de l’Empire, où il publia, sous la lettre « T », un grand nombre d’extraits remarquables, sans doute par la sévérité des principes littéraires et la pureté du style, mais dont la critique est parfois âpre, la diction sèche, et qui n’offrent ni ce riche fond de littérature, ni cette légère ironie, ni ce ton d’homme du monde, qui distinguaient les articles des Dussault, des Hoffmann, des Boissonade et des Feletz. Aussi la collection que lui-même a publiée de ses propres articles en 1828 a-t-elle eu peu de succès.
Une des principales circonstances de la vie polémique d’Auger est sa querelle avec Félicité de Genlis, dont il avait critiqué l’ouvrage intitulé De l’influence des femmes dans la littérature, ouvrage tout entier composé d’articles que Félicité de Genlis avait elle-même d’abord destinés à la Biographie universelle, mais qui n’y furent pas publiés, parce qu’elle avait exigé au préalable qu’une grande partie des collaborateurs qui lui déplaisaient en fussent exclus, concession que les éditeurs ne pouvaient bien évidemment lui accorder. Aux trois articles du journaliste, elle répondit par deux brochures acrimonieuses, dans lesquelles elle ne l’épargnait pas non plus comme collaborateur de la Biographie universelle. Auger réimprima ses articles avec deux lettres nouvelles, sous le titre Ma brochure en réponse aux deux brochures de madame de Genlis, où il se montre parfois un peu lourd dans ses plaisanteries.
Au mois de juin 1814, Auger quitta le Journal de l’Empire, redevenu Journal des débats, pour devenir le principal rédacteur du Journal général de France, que venait de fonder Étienne Feuillant, et ses articles politiques, rédigés avec une grande lucidité, avec une mesure parfaite dans les choses et sur les personnes, contribuèrent puissamment au succès de cette feuille, mais d’une couleur royaliste moins prononcée que La Quotidienne. Au retour de Napoléon, Auger ne changea pas le ton royaliste de sa rédaction, ce qui lui valut, le 17 juin 1815, une détention de trois jours. Rendu à la liberté, il persévéra impunément, Napoléon, en butte à l’Europe et aux partis, ayant bien autre chose à faire que de persécuter les journalistes.
Jusqu’en 1817, Auger fut en quelque sorte le directeur et le rédacteur en chef du Journal général, qui prit entre ses mains une allure toute ministérielle, et les abonnés s’en allèrent en proportion que les subventions devenaient plus abondantes. C’est ainsi qu’il causa la ruine d’une feuille dont, en d’autres temps, il avait commencé la fortune. Sa collaboration au Mercure de France, aussi devenu ministériel, ne releva pas ce recueil tombé en discrédit : tous les lecteurs étaient pour La Minerve, Le Conservateur et les Lettres normandes ; et c’était dans le désert qu’Auger dirigeait contre Étienne, Jouy, Aignan, Benjamin Constant, Fiévée, Chateaubriand même, etc., des attaques semi-officielles qui restaient rarement sans réponse.
Éditeur, biographe, annotateur infatigable, son activité littéraire a surtout consisté à éditer les classiques, parmi lesquels Boileau, La Bruyère, Molière, Racine et La Fontaine. Il a également publié les œuvres de Montesquieu, Bossuet, Ducis, Sedaine, Dancourt et Duclos, ainsi que les mémoires de Malfilâtre, les lettres de Marie-Madeleine de La Fayette et de Claudine de Tencin en 1805, les souvenirs de Marthe-Marguerite de Caylus, de Marie de Villars et de Charlotte Aïssé. Il a été parmi les annotateurs des œuvres de Jacques Delille. Il a également ajouté des notices à ses éditions de Marthe-Marguerite de Caylus en 1804, les œuvres d’Antoine Hamilton, celles de Senécé en 1806, et de Duclos. Il a également édité les Œuvres choisies de Campistron, des Favart et de plusieurs autres pour la collection de Didot. On compte encore, parmi les éditions qu’on lui doit, les Oraisons funèbres de l’abbé de Boismont, en 1805 ; les Directions pour la conscience d’un roi, par Fénelon, 1805 ; les Lettres choisies de Madame de Maintenon en 1806 ; l’Histoire de la rivalité de la France et de l’Espagne, par Gaillard, en 1808 ; les Nouveaux proverbes dramatiques, par Carmontelle, en 1811, une édition du Lycée de La Harpe, avec une notice sur cet écrivain, et des suppressions qui rendent cet ouvrage moins volumineux et plus classique, en 1813. Il est aussi l’auteur des notices qui se trouvent en tête du La Fontaine et du Montesquieu publiés chez Lefèvre en 1814 et 1818. Finalement, on lui doit un Dictionnaire universel de biographie ancienne et moderne, paru en 8 volumes en 1810, et des Mélanges philosophiques et littéraires où sont réunis nombre de ses éloges, commentaires et notices, parus en 1828.

Le catalogue des publications d’Auger montre un littérateur qui se croyait appelé à éditer tous les ouvrages, sans distinction de genre, depuis l’opéra jusqu’au sermon, depuis les hauteurs de la politique jusqu’aux parades les plus frivoles et la critique ne lui a pas épargné les moqueries sur cette tendance :

« Les autres commentateurs, écrit Charles-Guillaume Étienne au sujet de l’édition de Duclos réimprimée en 1820, relèvent à tout propos le mérite des écrivains qu’ils commentent ; moins généreux, M. Auger les fait oublier, et se substitue en quelque sorte à leur gloire. Il est vrai que si, d’un côté, il efface son auteur, de l’autre, il lui assure l’immortalité. Avec une notice de M. Auger, on est certain, quoi qu’il arrive, de parvenir à la dernière postérité. Ses préfaces sont des brevets de gloire. Heureux celui qui peut obtenir de M. Auger seulement un avant-propos ! il peut dire comme Horace : Non, je ne mourrai pas. Pourquoi achète-t-on encore La Harpe, si ce n’est pour savoir ce que pense M. Auger de La Harpe ? Pourquoi ne va-t-on plus au Tartuffe et au Misanthrope ? Parce qu’on aime mieux rester chez soi et lire au coin de son feu les remarques de M. Auger sur le Misanthrope et sur le Tartuffe. »

Ces critiques étaient du genre de celles qui attaquent l’homme par le ridicule, et qui ne prouvent pas toujours contre lui ni même contre l’ouvrage. En montrant sous quel aspect le présentaient ses adversaires, elles se rattachent plutôt à la biographie d’Auger, qu’elles n’indiquent le jugement qu’on doit porter de ses notices, notes et commentaires. La question est là, et si ces travaux sont bien faits, si dans chacune de ses notices il a su apprécier, avec un gout toujours sûr et avec un style approprié au sujet, le talent des nombreux écrivains dont il s’est occupé, personne ne peut contester à leur auteur le mérite d’avoir excellé dans un genre pour lequel il était né, auquel il a eu la bonne idée de se limiter. Auger avait aussi aspiré aux palmes académiques : son Éloge de Boileau, couronné par l’Institut en 1805, fut très gouté par le public. En 1808, l’Éloge de Corneille lui valut un accessit au même concours.
Collaborateur de la Biographie universelle, dès le commencement de cette grande entreprise, il en fit le discours préliminaire : il a éminemment contribué au succès de ce vaste recueil, en l’enrichissant d’un assez grand nombre de notices littéraires remplies de recherches, d’aperçus, de rapprochements curieux. Quelques-unes n’ont d’autre défaut que de n’être pas assez développées. Après ses articles sur Molière et sur Rabelais, on citera, entre vingt autres, sa biographie de Voltaire, qui offre un tableau ingénieux, rapide, impartial, des immenses travaux de cet écrivain universel.
L’ouvrage qui a le plus longtemps occupé cet académicien est son Commentaire de Molière, dont il s’occupait encore dans les derniers jours de sa vie. Toujours exact, solide et instructif, ce commentaire offre une lecture très agréable, et qui le serait davantage, si l’auteur avait été plus sobre de discussions grammaticales. Toutefois elles sont souvent augmentées d’anecdotes curieuses. Les comédies de Molière sont nécessairement pleines d’allusions aux usages, aux événements, aux personnages de son temps qui ont fourni à Auger le sujet d’un grand nombre de remarques piquantes. Outre le secours des livres qu’il connaissait bien, il avait su profiter de ses liaisons académiques et de sa position sociale, pour mettre à contribution les collections manuscrites et les souvenirs d’une foule de personnes très instruites, ce qui lui a permis, n’admettant certaines anecdotes que sur de bons garants, de quelquefois démontrer la fausseté de celles qui étaient le plus accréditées. Malgré tous ces avantages, la critique n’a pas plus épargné ce commentaire que les autres publications d’Auger : elle a surtout exagéré le reproche, juste jusqu’à un certain point, d’avoir trop multiplié les notes. Auger avait été l’un des fondateurs de la société des Bonnes Lettres, où il lut avec applaudissement sa notice sur Molière, destiné à la Biographie universelle, et plusieurs dissertations sur l’auteur qui l’occupait alors exclusivement. On peut douter que son commentaire ait beaucoup gagné aux digressions que lui imposait son auditoire, pour qui la littérature était une affaire de parti ; mais Auger a eu du moins la sagesse de supprimer ou de modifier à l’impression la plupart de ces digressions. Plusieurs fois il fut chargé de prononcer le discours par lequel cette société ouvrait ses cours et ses lectures.
Ultraroyaliste, Auger était farouchement opposé au romantisme. Se mêlant vivement à la politique du jour, il attaqua le Racine et Shakespeare de Stendhal devant la Chambre des pairs en 1823. Ne manquant pas d’occasions de parler en séance publique à l’Académie, il n’attendit même pas d’être secrétaire perpétuel pour engager fâcheusement l’Académie en répondant, plus d’une fois, à des récipiendaires. Ayant aussi paraitre une foule de brochures critiques où il défendait la littérature classique contre les systèmes de la nouvelle école, une fois directeur en 1824, et présidant, en cette qualité, la réunion publique des quatre Académies, le 24 avril, il ouvrit la séance par un discours qui fut une véritable déclaration de guerre et une dénonciation formelle du romantisme :

« Un nouveau schisme littéraire, disait-il, se manifeste aujourd’hui. Beaucoup d’hommes, élevés dans un respect religieux pour d’antiques doctrines, consacrées par d’innombrables chefs-d’œuvre, s’inquiètent, s’effraient des projets de la secte naissante, et semblent demander qu’on les rassure. L’Académie française restera-t-elle indifférente à leurs alarmes ? et le premier Corps littéraire de la France appréhendera-t-il de se compromettre, en intervenant dans une dispute qui intéresse toute la littérature française !… »

Ce discours eut un grand retentissement. Stendhal allait partout, redisant avec gaieté : « M. Auger l’a dit, je suis un sectaire. »
Dès qu’il eut été nommé secrétaire perpétuel de l’Académie française, en 1826, en remplacement de Raynouard, Auger délaissa complètement les Belles-Lettres qui lui avaient servi à entrer à l’Académie, pour se livrer tout entier aux affaires de cette assemblée, et surtout au travail du dictionnaire dont il était spécialement chargé, et qu’il a plus qu’aucun de ses prédécesseurs approché de son terme. Actif et ferme, accort et persévérant, il s’était rendu l’intermédiaire entre l’Académie et le pouvoir, et il eut la plus grande part aux élections, notamment à celles de Villemain, de Quélen, Soumet, Delavigne. Lorsque la minorité s’efforça d’engager l’Académie à rédiger une adresse au roi Charles X sur la loi de la presse présentée par Peyrennet, il s’opposa à l’adoption de cette mesure.
Dans la dernière année de sa vie, il avait conçu le projet de faire lithographier les signatures des 177 membres de l’ancienne Académie française. Les registres de présence lui furent d’un grand secours pour ce travail, mais le plus ancien de ces registres avait disparu, lorsque Paul Pellisson, premier historien et secrétaire perpétuel de l’Académie, fut embastillé. D’un autre côté, plusieurs académiciens n’avaient jamais siégé. Auger se mit donc en quête d’une cinquantaine de signatures qui lui manquaient et, peu de jours avant sa mort, il s’occupait de ce soin avec beaucoup d’activité. Il écrivit, le 11 décembre, à l’auteur de cette note, une longue lettre en lui envoyant la liste des signatures dont il avait besoin. Dans des entretiens qui eurent lieu à ce sujet, Auger témoigna le vif désir de publier une collection, non plus de signatures, mais de lettres autographes et de portraits de tous les membres de l’Académie française. Les signatures qu’il a fait lithographier, sans ordre alphabétique ou chronologique, mais à mesure qu’il les recueillait, forment six feuilles in-folio dont il n’avait fait tirer que 60 exemplaires.
Les harangues nombreuses d’Auger comme académicien révèlent un progrès véritable dans son talent ; plusieurs ont tout le mérite du genre. Il faut l’avoir vu dans son fauteuil académique pour se faire une idée de tout l’aplomb, de toute l’importance, de toute la satisfaction de soi-même qu’il mettait dans l’exercice de ses fonctions. Il paraissait ainsi jouir de toutes les douceurs de sa position brillante dans le monde, lorsque, après avoir passé chez lui la soirée du 2 janvier 1829 avec Prosper de Barante, il sortit à onze heures, et ne reparut plus. Pendant près de trois semaines on eut, sur sa triste fin, une incertitude que rendaient bien affreuse quelques lignes qu’il avait laissées sur son bureau pour sa femme. Enfin son corps fut retrouvé dans la Seine, à dix lieues de la capitale, près de Meulan. Il était horriblement défiguré ; mais une tabatière ornée du portrait de l’archevêque de Paris, que ce prélat lui avait donnée le jour de sa réception à l’Académie, servit à faire reconnaître son cadavre. Cet événement étonna tout Paris. Toutefois, plusieurs personnes qui l’avaient connu en particulier se rappelèrent que ses pensées avaient souvent été dirigées vers le suicide. On se souvint encore qu’en 1817, à la suite d’un projet de mariage manqué, il avait déjà voulu mettre fin à ses jours, et que c’en eût été fait sans l’arrivée subite d’un ami. Chez lui, l’homme privé était néanmoins à l’abri des reproches : son extérieur froid, son abord et sa parole souvent un peu durs, cachaient un cœur droit, sensible et bon. S’il n’était pas commode de l’avoir pour adversaire, il n’y avait pas d’ami plus serviable et plus dévoué. Au reste, son plus bel éloge est dans le grand nombre d’amis honorables qui lui sont restés fidèles jusqu’à sa mort, et dans les regrets unanimes qu’a excités sa catastrophe. Peu de jours après le fatal événement, Le Prévost d’Iray, de l’Académie des inscriptions, lut, le 5 février 1829, dans une séance extraordinaire de l’Académie française, une Ode sur la disparition subite et alarmante de M. Auger, secrétaire perpétuel de l’Académie française. Auger constitue, selon Michaud, l’un des exemples les plus frappants de l’axiome selon lequel il faut attendre la mort d’un homme pour décider si sa vie fut heureuse, au regard de la fin déplorable d’un homme qui était parvenu, avec des ouvrages de second et de troisième ordre, à l’apogée des honneurs académiques, riche d’appointements et de pensions, époux d’une femme jeune et très agréable, nièce de deux illustres savants, Berthollet et Monge.

## Publications

### Théâtre
- La Foire de Senlis avec Mabire.
- Arlequin odalisque, comédie-parade en un acte et en prose, mêlée de vaudevilles jouée à Paris au théâtre des Troubadours en 1800.
- La Mothe-Houdart avec Piis.
- Le Tonnerre avec Boutillier.

### Notices et éditions
- Discours préliminaire et vie de Molière, Paris, Th. Doeser, 1819, rééd. 1827.
- Souvenirs de madame de Caylus, suivis de quelques-unes de ses lettres, Paris, Chaumerot, 1823.
- Œuvres complètes d’Hamilton, précédées d’une notice sur sa vie et ses ouvrages, Paris, Colnet ; Fain ; Mongie ; Debray et Delaunai, 1805.
- Mémoires de Grammont, et contes par Antoine Hamilton précédés d'une notice, Paris, Furne, 1861, (OCLC 466734940), v. ; in-8°.
- Œuvres complètes de mesdames de La Fayette, de Tencin et de Fontaines, avec des notices historiques et littéraires, Paris, Ve Lepetit, Firmin Didot, père et fils, 1820.
- Œuvres complètes de Sénecé, avec une notice sur la vie et sur les ouvrages de Sénecé, Paris, Léopold Collin, 1805, (OCLC 491983409), xxiv-236 p..
- Œuvres complètes de Duclos, précédées d'une notice sur sa vie et ses écrits, Paris, Antoine-Augustin Renouard, 1806, (OCLC 65752488), 21 cm.
- Œuvres choisies de Campistron, Paris, Firmin-Didot, [s.d.], (OCLC 764644824).
- Œuvres choisies de Favart et de Mme Favart, avec une notice sur la vie de Favart, Paris, Didot, (OCLC 764715018).
- Oraisons funèbres de l’abbé de Boismont, 1805
- Directions pour la conscience d’un roi, par Fénélon, 1805
- Lettres de mesdames de Villars, de Lafayette et de Tencin, et de mademoiselle Aissé, accompagnées de notices biographiques et de notes explicatives, Paris, Chaumerot jeune, 1805.
- Lettres madame de Maintenon, précédées de sa vie augmentée de notes historiques, et de notices biographiques sur plusieurs personnages célèbres du siècle de Louis XIV, t. 1, Paris, Denesle 1815.
- Histoire de la rivalité de la France et de l’Espagne, par Gabriel-Henri Gaillard, précédée d’un abrégé de l’histoire ancienne de l'Espagne, servant d’introduction, Paris, L. Duprat-Duverger, 1807.
- Nouveaux proverbes dramatiques, par Carmontelle, Paris, Normant ; Delaunay, 1811.
- Œuvres complètes de La Fontaine, précédées d’une notice sur sa vie, Paris, M. Lefèvre, 1814.
- Vie de Montesquieu, Paris, M. Lefèvre, 1818.
- Lycée, ou, Cours de littérature ancienne et moderne de Jean-François de La Harpe, avec une notice sur cet écrivain, Paris, H. Agasse, 1813.
- Œuvres de Molière, avec un commentaire préliminaire et une vie de Molière, t. i-ix, Paris, Th. Desoer, 1819-1825.
- Éloge de Nicolas Boileau Despréaux, prix d'éloquence de langue et de la littérature française de l’Institut de France, Paris, Colnet ; Mongie aîné ; Debray, an XIII-1805.
- Éloge de P. Corneille, accessit de langue et littérature françaises de l’Institut, Paris, Xhrouet, 1808.

### Autres
- Discours sur le romantisme : prononcé dans la séance annuelle des quatre académies du 24 avril 1824, Paris, Firmin Didot, 1824, 28 p., 20 cm (OCLC 77627051, lire en ligne).
- Dictionnaire universel de biographie ancienne et moderne, 8 vol., Paris, Michaud frères, 1810.
- Mélanges philosophiques et littéraires, Paris, Ladvocat, 1828.Recueil réunissant nombre de ses propres articles, éloges, commentaires et notices, qui a eu peu de succès.

## Sources
- Louis-Gabriel Michaud, Biographie universelle ancienne et moderne : ou histoire par ordre alphabétique, de la vie privée et publique de tous les hommes qui se sont fait remarquer par leurs écrits, leurs actions, leurs talents, leurs vertus ou leurs crimes, t. 22, Paris, Charles Delagrave, 1870, 704 p., 27 cm (lire en ligne), p. 423-6.
- Ange de Saint-Priest, Encyclopédie du dix-neuvième siècle : répertoire universel des sciences, des lettres et des arts avec la biographie de tous les hommes célèbres, t. iv, Paris, Aux bureaux de l’Encyclopédie, 1838, 807 p., in-8° (OCLC 461088820, lire en ligne), p. 244.
- Notice biographique de l'Académie française

Max de Fourcauld .Le temps 9 janvier 1928